# Veľká Paka
Veľká Paka este o comună slovacă, aflată în districtul Dunajská Streda din regiunea Trnava. Localitatea se află la altitudinea de 125 m deasupra n.m., se întinde pe o suprafață de 18,36 km2 și în 2017 număra 964 de locuitori.

## Istoric
Localitatea Veľká Paka este atestată documentar din 1222.

## Demografie
| An:                | 1994 | 2004    | 2014    | 2024    |
| ------------------ | ---- | ------- | ------- | ------- |
| Număr de persoane: | 644  | 745     | 927     | 1062    |
| Diferență:         |      | +15,68% | +24,42% | +14,56% |

| An:                | 2023 | 2024   |
| ------------------ | ---- | ------ |
| Număr de persoane: | 1032 | 1062   |
| Diferență:         |      | +2,90% |